# Corazón de perro
Corazón de perro (en ruso: Собачье сердце, Sobach'e serdtse) es una novela escrita por Mijaíl Bulgákov en 1925, durante el periodo de apogeo de la NEP, cuando el comunismo parecía relajarse en la Unión Soviética, es una sátira del Nuevo hombre soviético.
Generalmente es interpretada como una alegoría de la revolución comunista y "el descarriado intento de la revolución por transformar radicalmente a la humanidad". Inicialmente su publicación fue prohibida en la Unión Soviética, pero circuló como samizdat hasta que fue oficialmente publicada en 1987. Es "una de las obras más apreciadas de Mijaíl Bulgákov", protagonizada por un perro vagabundo "llamado Shárik y que toma forma humana" como una encarnación descuidada y narcisista del Nuevo hombre soviético.
La novela se ha vuelto un fenómeno cultural en Rusia, siendo conocida y comentada por personas "desde escolares hasta políticos".
También fue tema argumental para películas, filmadas en ruso e italiano, así como adaptada en inglés para una obra teatral y una ópera.

## Trasfondo
La publicación del libro fue rechazada en 1925, en parte por la influencia de Lev Kámenev, en aquel entonces un importante oficial del Partido. A su vez, Bulgákov escribió en 1926 una obra teatral basada en la novela para el Teatro de Arte de Moscú. Sin embargo, la obra fue cancelada luego que el manuscrito y las copias fueron confiscadas por la OGPU. Eventualmente, Máximo Gorki intervino para que el manuscrito fuese devuelto.
La historia tiene similitudes con Fausto, Frankenstein y La isla del doctor Moreau. Sólo se publicó en la Unión Soviética en 1987, más de 60 años después de haber sido escrita, pero se dio a conocer entre los lectores rusos a través del samizdat. En 1968 fue publicada en inglés por Harvill Press, traducida por Michael Glenny. Recientemente, ha sido reimpresa en rústica por Grove Press; ISBN 0-8021-5059-4.
El modelo real para el profesor Preobrazhenski fue posiblemente el cirujano ruso-francés Serge Vóronov, que se hizo famoso por sus experimentos de implantes de testículos y glándulas tiroides de animales en humanos, a pesar de que hubo otros cirujanos que hicieron operaciones parecidas.

## Argumento
Moscú, 1924.
Un día de invierno, mientras busca alimentos en la basura, un perro callejero es descubierto por un cocinero y escaldado con agua hirviente. Yaciendo en el umbral de una puerta, el perro espera resignadamente su final. Para su sorpresa, aparece el exitoso cirujano Filip Filípovich Preobrazhenski y le ofrece un trozo de salchicha. Alborozado, el perro sigue a Filip hasta su apartamento, donde se le otorga el genérico nombre de Shárik.
En el apartamento, Shárik conoce al círculo del Dr. Preobrazhenski, que incluye al Doctor Bormenthal, discípulo y protegido suyo, así como a dos sirvientas. A pesar del notorio anticomunismo del Profesor, los frecuentes tratamientos aplicados a los líderes del PCR(b) lo hacen intocable. En consecuencia, él rechaza alquilar parte de su apartamento de 7 habitaciones y trata a los bolcheviques del comité de vivienda, liderados por Schwonder, de forma desdeñosa. Impresionado por su nuevo amo, Shárik encaja fácilmente en el papel del "perro de un caballero".
Tras varios días, una de las sirvientas empieza a pasear a Shárik por Moscú. Con su nuevo collar Shárik hace caso omiso de las provocaciones de otro perro callejero que pasa. Luego que su salud mejora, el Profesor finalmente revela sus verdaderas intenciones al traer a Shárik a su apartamento. Mientras el laboratorio es preparado, ordena que encierren a Shárik en el baño.
Mientras que el previsor Shárik planea destruir nuevamente el búho disecado del Profesor, la puerta del baño se abre lentamente y es arrastrado por la piel del cuello dentro del laboratorio. Ahí es sedado y se inicia la operación. Mientras Bormenthal asiste, el Profesor trepana el cráneo de Shárik y le implanta una glándula pituitaria humana. El torso de Shárik también es abierto y se le implantan testículos humanos. Solo repetidas inyecciones de adrenalina evitan que el perro muera sobre la mesa de operaciones.
Durante las semanas siguientes a la operación, los habitantes del apartamento quedan anonadados al ver como Shárik empieza a transformarse en un ser humano increíblemente descuidado. Luego de hacer un pacto con Schwonder, al ex canino se le entregan documentos de identidad con el absurdo nombre de "Poligraf Poligráfovich Shárikov".
Posteriormente, el Profesor y Bormenthal tratan pacientemente de enseñar a Shárikov modales básicos. En cambio, Shárikov se burla de los modales al considerarlos una reliquia del zarismo. Él insiste que es mejor comportarse "naturalmente". En consecuencia, Shárikov dice insultos delante de mujeres, rechaza afeitarse y se viste como un vago.
Mientras tanto, Shárikov paulatinamente transforma la vida del Profesor en un infierno. Un día, accidentamente abre el grifo mientras perseguía a un gato. Con la puerta del baño cerrada, todo el apartamento es inundado. Después, es sorprendido mientras trataba de abusar sexualmente de una de las sirvientas. Airado, Bormenthal golpea a Shárikov y lo obliga a disculparse. Enfurecido, Shárikov abandona el apartamento y desaparece por varios días.
Más tarde, Bormenthal suplica al Profesor que le permita envenenar a Shárikov con arsénico, diciendo que es un hombre con "el corazón de un perro". El Profesor se horroriza y ordena a Bormenthal que no "mate al perro". Le explica que las partes humanas, provenientes de un borracho sin hogar simpatizante de los bolcheviques, son responsables de todos los defectos de Shárikov. Entonces Bormenthal sugiere que se repita la operación, pero empleando el cuerpo de un genio. El Profesor se opone nuevamente, explicando que la operación era destinada a mejorar la raza humana. Apartándose de sus anteriores ideas, el Profesor admite que cualquier campesina puede dar a luz un genio y que por lo tanto la eugenesia es una pérdida de tiempo. En conclusión, el Profesor rechaza permitir el asesinato de Shárikov o revertir la operación, que igualmente podría matarlo.
Al poco tiempo, Shárikov regresa, explicando que el Estado Soviético le ha ofrecido un trabajo. Ahora se pasa el día estrangulando gatos callejeros. El Partido, dice, los está transformando en abrigos de piel baratos para la clase trabajadora. Luego Shárikov trae al apartamento a una compañera de trabajo, que la presenta al Profesor como su conviviente.
En lugar de darles su propia habitación, como demanda Shárikov, el Profesor lleva a la mujer aparte y le explica que Shárikov es el resultado de un experimento de laboratorio que salió terriblemente mal. A la mujer le contaron que Shárikov fue herido mientras luchaba contra el Ejército Blanco de Aleksandr Kolchak en Siberia. Al enterarse de la verdad, ella sale del apartamento en lágrimas. Con una mirada de odio, Shárikov jura que hará que la despidan. Nuevamente Bormenthal golpea a Shárikov y le hace prometer que no volverá a hacer algo parecido.
Al día siguiente, llega un oficial de alto rango del Partido y le informa al Profesor que Shárikov lo ha denunciado a la Cheka. Luego de explicarle que nada va a sucederle debido a la desconfianza del Estado respecto a Shárikov, el oficial del Partido se retira. Cuando Shárikov regresa, el Profesor y Bormenthal le ordenan que se marche permanentemente del apartamento. En cambio, Shárikov se opone y desenfunda un revólver. Enfurecidos, el Profesor y Bormenthal se lanzan sobre él.
Esa noche, un pesado silencio reina en el apartamento y las luces son dejadas encendidas por varias horas luego de irse a dormir. En los días subsecuentes, el Profesor y Bormenthal se ven mucho más relajados que antes de la llegada de Shárikov. Eventualmente, la policía llega escoltada por un vociferante Schwonder.
Con una orden de registro, les ordenan al Profesor y a Bormenthal que entreguen a Shárikov so pena de arresto. Sin intimidarse, el Profesor le ordena a Bormenthal que traiga a Shárikov, que se está transformando de nuevo en un perro. El Profesor explica que el cambio es un fenómeno natural, aunque es obvio para el lector que él y Bormenthal simplemente revirtieron la operación. La policía se retira, seguida por un Schwonder a punto de tener una apoplejía.
Posteriormente, el perro Shárik retoma su estatus de perro de un caballero. Sin embargo, se aterroriza al ver que el Profesor trae al apartamento un cerebro humano y le retira la glándula pituitaria...

## Temática
La novela ha sido interpretada tanto como una sátira de los intentos comunistas por crear al Nuevo hombre soviético y como una crítica de la eugenesia.
Una interpretación usualmente aceptada es que Bulgákov trataba de mostrar todas las inconsistencias del sistema en el cual Shárikov, un hombre con la inteligencia de un perro, podía llegar a ser una parte importante.
Shárik es visto como "una reencarnación del proletario repulsivo" y el Profesor representa una "visión hiperbólica del sueño burgués", según J. A. E. Curtis.
Los nombres y apellidos tienen una prominente figuración en la historia. El de Preobrazhenski se deriva de la palabra rusa para transfiguración. "Shárik" es un nombre común para perros en Rusia.
El nombre y patrónimo "Poligraf Poligráfovich" reflejan una tradición de nombres compuestos absurdos en la literatura rusa que se remonta hasta Akaki Akákievich, protagonista de El capote, de Nikolái Gógol. El nombre también es una sátira a las nuevas convenciones sobre nombres en la primigenia Unión Soviética. Sin embargo, el nombre fue elegido según la vieja tradición rusa de "consultar el calendario", siendo el 4 de marzo día de San Poligraf. Este nombre también tiene otros significados, inclusive el de un proceso de impresión para calendarios.
El nombre del donante de los órganos humanos, un alcohólico y vagabundo, es Chugunkin ("chugún" es hierro fundido en ruso), pudiendo interpretarse como una parodia del nombre de Stalin ("stal" es acero en ruso).

## Detalle de traducción
En la traducción al inglés de Michael Glenny, cuando Preobrazhenski le pregunta a Shárikov qué es lo que hacen el y sus compañeros de trabajo con los gatos muertos, él responde: "Van a un
laboratorio, donde los transforman en proteína para los obreros". En el texto original ruso (así como en la película de Vladímir Bortko) la respuesta de Shárikov es: "Serán transformados en cuellos de piel para los abrigos, los trabajadores los comprarán como ardillas". Esto se debe a una errónea traducción de la palabra бе́лок (belok, genitivo plural ruso de белка (ardilla)) como бело́к (proteína).,  Estas palabras solamente se distinguen por su acentuación prosódica, que usualmente no es indicada en la escritura y ambas son homográficamente representadas como белок (belok) en la mayoría de libros.

## En la cultura popular
La ópera cómica El asesinato del camarada Shárik, de William Bergsma (1973), está basada en la trama de la novela.
La novela fue filmada en italiano en 1975 como Cuore di cane y protagonizada por Max von Sydow como Preobrazhenski.
Sobachye Serdtse, una película soviética de 1988 muy popular, fue filmada en sepia por Vladímir Bortko. Importantes escenas de la película fueron filmadas desde el punto de vista de un perro inusualmente bajo.
En 2007, Guerrilla Opera estrenó Corazón de perro, una nueva ópera compuesta por Rudolf Rojahn y dirigida por Sally Stunkel. En 2010, la segunda producción fue dirigida por Copeland Woodruff.
En 2010, De Nederlandse Opera estrenó Corazón de perro, una nueva ópera compuesta por Alexander Raskatov y dirigida por Simon McBurney. Esta fue nuevamente puesta en escena por la Ópera Nacional de Lyon en enero de 2014.
En marzo de 2011, se escenificó Corazón de perro en la Universidad de Leeds, dirigida por James Ahearne y Matthew Beaumont.
En Australia se ha desarrollado una nueva adaptación musical de Corazón de perro que se estrenará en mayo, escrita por Jim McGrath, compuesta por Marc Robertson y dirigida por Nick Byrne.